# Phylloplana viridis
Phylloplana viridis är en plattmaskart. Phylloplana viridis ingår i släktet Phylloplana och familjen Leptoplanidae. Inga underarter finns listade i Catalogue of Life.